# Gottfried Menken (Maler)
 Gottfried Menken  (* 4. März 1799 in Bremen; † 26. November 1838 in Bremen) war ein deutscher Maler und Grafiker.

## Biografie

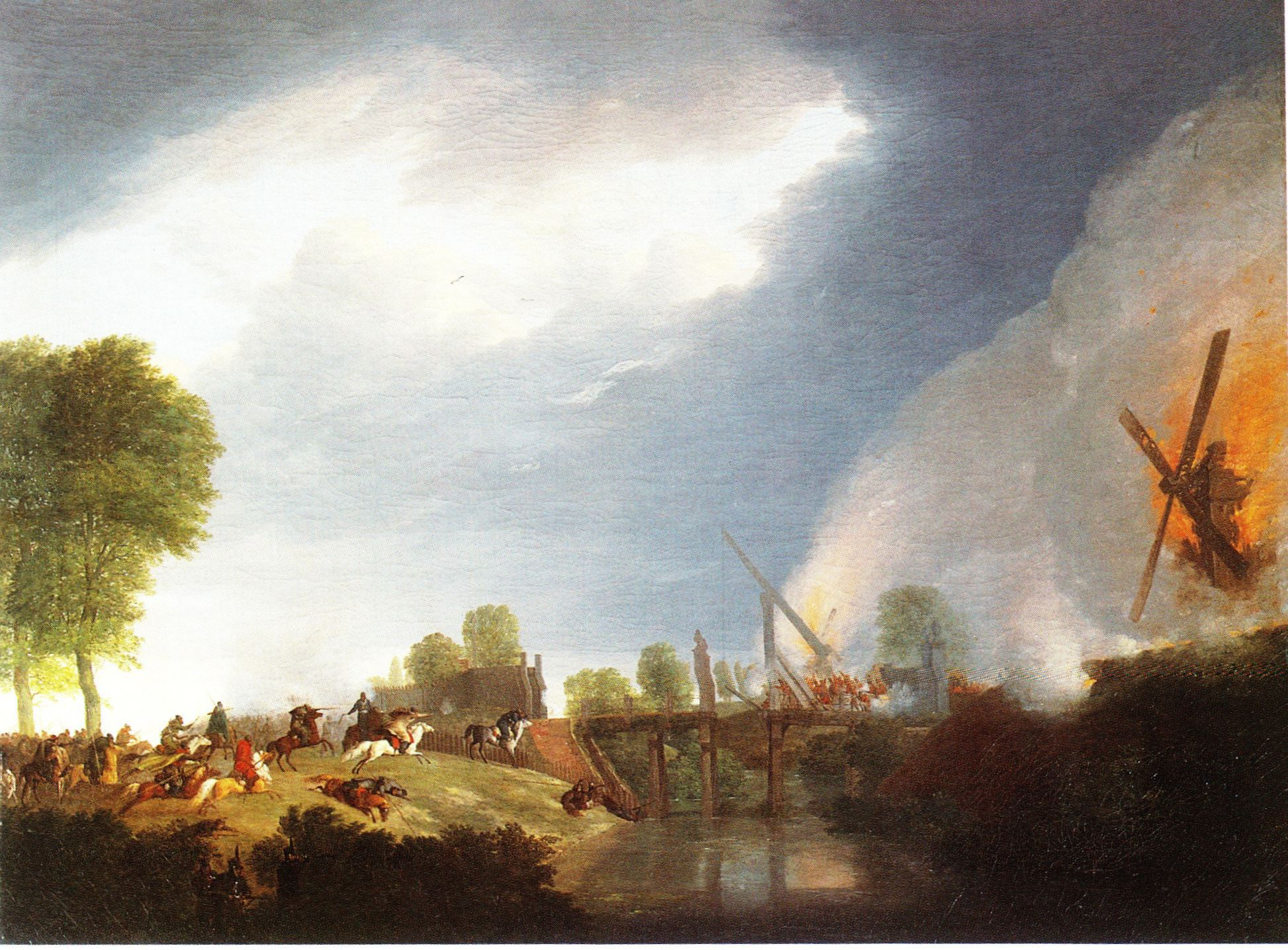
Gottfried Menken, Kosakenangriff am Ostertor vom 13. Oktober 1813, im Hintergrund die brennende Mühle auf dem Altenwall. Ölgemälde, um 1830, im Focke-Museum Bremen

Menken war der Sohn des Bremer Malers Johann Heinrich Menken (1766–1838) und von Ida Adriana geb. Dreyer, Tochter des Ratsherrn Dr. Gustav Dreyer. Er war ein Neffe des Pastors Gottfried Menken. Schon als Kind zeigten sich seine Malertalente. Er zeichnete und radierte mit 9 Jahren und erste Ölbilder malte er mit 14. Bei seinem Vater lernte er das Handwerk eines Malers, von dem er zunächst stark künstlerisch abhängig war. Vater und Sohn stellten manche Bilder sogar gemeinsam her. Ob die zum Teil in mehrfachen Wiederholungen überlieferten Gemälde mit Darstellungen der Befreiung Bremens von den Franzosen wie das Ereignisbild vom Angriff der Tettenbornschen Kosaken auf die flüchtenden Franzosen am 13. Oktober 1813 wirklich aus diesem Jahr stammen oder vielmehr alle erst in den 1830er Jahren entstanden, als das Bremer Bürgertum die beiden Künstler engagiert unterstützte, nachdem dem ihr Atelier 1827 zerstört worden war, sei dahingestellt. 1820 entstanden Lithographien u. a. für Brucers Almanach. 1824 wurde Gottfried Menken Ehrenmitglied des Bremer Kunstvereins.
Menkens Bilder waren beliebt, sodass er auch mehrere Bilder mit demselben Motiv malte. Der Historiker Thumsener vermerkte, man mache ihm deshalb den Vorwurf, daß es „seinem Geiste an Fruchtbarkeit gemangelt habe, weil er dem Verlangen der Kunstfreunde nachgeben, und statt neuen Compositionen nachzusinnen, sich so oft zu Wiederholungen gelungener beifällig aufgenommener Gegenstände bereit finden lasse.“ 1827 zeichnete er eine Ansicht vom Ostertor in Bremen. Als 1827 das väterliche Haus abbrannte, wurde er selbstständiger. Landschaften, Pferde- und Genrebilder entstanden, so auch die Lithographie von der großen Überschwemmung 1827. Menken war auch als Kunsthändler tätig.